# Puebla (municipi)
Puebla és un municipi de l'estat de Puebla. Puebla de Zaragoza és el cap de municipi i principal centre de població d'aquesta municipalitat. Aquest municipi és a la part sud de l'estat de Puebla. Limita al nord amb l'estat de Tlaxcala, al sud amb San Andrés Cholula, a l'oest amb l'Amozoc i a l'est amb Huejotzingo.